# التمرد النسطوري

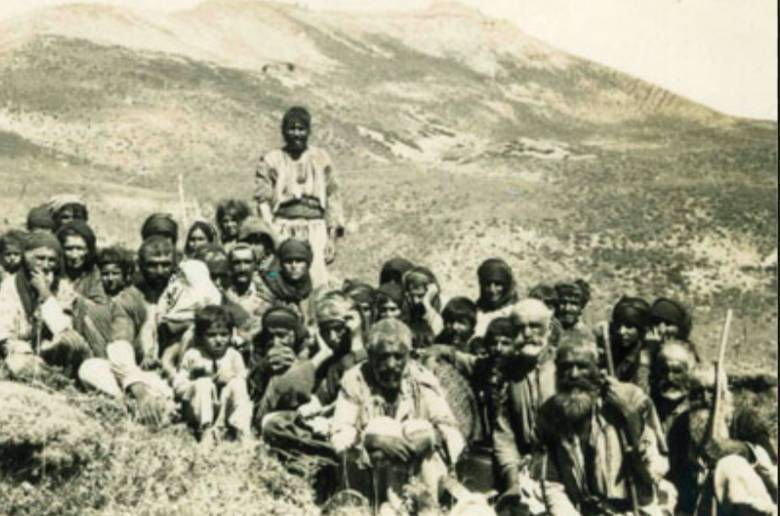
لقطة تاريخية لبعض المشاركين في التمرد النسطوري عام 1924

كان التمرد النسطوري انتفاضة من قبل الجالية النسطورية في جنوب شرق تركيا بدأت في 12 سبتمبر 1924 وانتهت في 28 سبتمبر من نفس العام. تكمن جذوره في الصراع بين تركيا والبريطانيين حول وضع الموصل. ومن أجل الحصول على اليد العليا في النزاع، وعدت بريطانيا النسطوريين في تركيا بوطن نسطوري مستقل، مما أدى إلى الانتفاضة النسطورية. وبعد انتهاء التمرد، تم ترحيل 8000 من النساطرة إلى العراق تحت الانتداب البريطاني.
(حدث تمرد سابق من قبل المجتمع النسطوري في 3-4 سبتمبر 1924.)